# Xử lý truyền thông
Xử lý truyền thông hay là Điều tiết truyền thông là điều khiển hoặc hướng dẫn của phương tiện truyền thông đại chúng của các chính phủ và các cơ quan nhà nước khác, với mục đích hướng dẫn dư luận. Thao tác này, thông qua pháp luật, quy tắc, quy định hoặc thủ tục, có thể có những mục tiêu khác nhau, ví dụ như can thiệp để bảo vệ một tuyên bố "lợi ích công cộng", hoặc khuyến khích cạnh tranh và giám sát thị trường truyền thông hiệu quả, hoặc thiết lập các tiêu chuẩn kỹ thuật chung.
Các mục tiêu chính của việc xử lý truyền thông là truyền thông báo chí, truyền thanh và truyền hình, tuyên truyền miệng nhưng cũng có thể bao gồm phim, âm nhạc, công nghệ ghi âm, phát sóng, truyền hình cáp, truyền hình vệ tinh, lưu trữ và phân phối công nghệ (đĩa, băng vv...), internet, điện thoại di động vv...
Xử lý truyền thông cũng là một dạng tác động truyền thông, nhưng đến từ các cơ quan nhà nước.